# Expert Opinion on Drug Metabolism & Toxicology
Expert Opinion on Drug Metabolism & Toxicology, abgekürzt Expert Opin. Drug Metab. Toxicol., ist eine wissenschaftliche Fachzeitschrift, die vom Taylor & Francis-Verlag veröffentlicht wird. Die Zeitschrift erscheint mit zwölf Ausgaben im Jahr. Es werden Arbeiten veröffentlicht, die sich mit dem Gebiet des Arzneistoffwechsels und der Toxikologie beschäftigen.
Der Impact Factor lag im Jahr 2014 bei 2,831. Nach der Statistik des ISI Web of Knowledge wird das Journal mit diesem Impact Factor in der Kategorie Pharmakologie und Pharmazie an 94. Stelle von 254 Zeitschriften und in der Kategorie Biochemie & Molekularbiologie an 138. Stelle von 289 Zeitschriften geführt.